# 爆釣バーハンター
『爆釣バーハンター』（ばくつりバーハンター）は、東映アニメーション、バンダイ、小学館の共同によるメディアミックス作品群。
鈴木サバ缶による漫画が『月刊コロコロコミック』（小学館）2018年4月号より2019年6月号まで連載された。
続編にあたるメディアミックス作品として『爆釣ハンターズ』がある。

## ゲーム
『爆釣バーロッド』/ 『爆釣バーハンター』
2018年3月17日発売ニンテンドー3DS用ソフト。商品内容は、ゲーム機に接続する『爆釣バーロッド』が付属しており、ゲームは無料ダウンロードソフトとして配信。バーロッドは『New ニンテンドー3DS LL』『New ニンテンドー3DS』『ニンテンドー3DS LL』『ニンテンドー3DS』に対応した4種が発売。
『爆釣シカケメモリー』
QRコード付きのパワーアップアイテム。
- ナイスイケース（本体付属）
- ビリビリライン
- サビサビライン
- ドクドクライン
- サムサムライン

『爆釣バーリール』
爆釣バーロッドに接続し強化させるリールアイテム。
- 轟風のリール
- 太陽のリール
- 赤雷のリール
- 大渦のリール

『爆釣ソウルアー』
バーコード付きのルアー型アイテム。バーソウルを出現させる。
『CB社製ボディバッグ』
本体収納用専用バッグ。

## 登場人物
立津手トッタ（たちつて トッタ）
声 - 広橋涼
漫画・アニメ版の主人公。左頬に釣り針のような痣がある。釣りが大好きな少年で、亡き父の墓から見つけたバーロッドを手に、バーソウルを釣るために盛魚町へ向かう。口癖は「爆（バク）ってる」。
ポテペン
声 - 内山夕実
B魚ランク / フード属性
『ポテトチップス コンソメ味』のバーコードに宿るペンギン姿のバーソウル。武器はポテイ刀（とう）。頭のポテトは食べることができる。

### 爆釣団
鮫島キバ（さめじま キバ）
声 - 斎賀みつき
赤雷（せきらい）のバーハンター。目的のためなら手段を選ばない。
シュワ次郎（シュワじろう）
声 - 根本幸多
B魚ランク / ドリンク属性
バーソウル。
海堂 ムゲン（かいどう ムゲン）
声 - 豊永利行
爆釣団の団長。
涼河シャチ（りょうが シャチ）
声 - 松重慎
爆釣団の副団長。
海老原ハネル（えびはら はねる）
声 - 村中知
爆釣団の一員。
キングサモン
声 - 竹本英史
ラーメン屋「魚本」の店長。激辛ラーメンを販売する。

### 関係者
立津手トウマ（たちつて トウマ）
声 - 草尾毅
トッタの父。現在は故人。
トッタの母
声 - 庄司宇芽香
立津手トンペイ（たちつて トンペイ）
声 - 阪口大助
トッタの叔父。
鮫島ホオジロウ（さめじま ホオジロウ）
声 - 松山鷹志
キバの父。コードバンク社社長。
島田（しまだ）
声 - 浦和めぐみ
くじらが島の島田商店のおばちゃん。よくおならをする。盛魚町にも同じ顔の妹や親戚がいる。
鮫島リン（さめじま リン）
声 - 菊池こころ
キバの妹。大病により、入院している。
長良川アユ（ながらがわ アユ）
声 - 今野宏美
トッタのクラスメイトである少女。
鯛野キンメ（たいの キンメ）　
声 - 浜田洋平
アユのいとこである少年。
魚山マサオ（うおやま マサオ）
声 - 菊池こころ
盛魚町に住む、トッタの同級生である少年。
鮭内くん（しゃけうちくん）
声 - 粕谷雄太
盛魚町に住む、トッタの同級生である少年。
那間グサ美（なま グサみ）
声 - 金魚わかな
くじらが島に住む、トッタの友達である少女。
鯵野なめ郎（あじの なめろう）
声 - 大谷理美
くじらが島に住む、トッタの友達である少年。

### バーソウル
キンギョダム
バーコード海の主とも呼ばれるバーソウル。
メガジャーク
A魚ランク / エンタメ属性
第1話登場。怨念によって邪悪に染まったバーソウル。
ピザニア
A魚ランク / フード属性
第2話登場。ピザのバーソウル。尾びれからカッターを出す。
量産型爆釣カイザー
A魚ランク
第3話登場。
クラブング
A魚ランク / ライフ属性
第3話登場。
シューティンクジラ
A魚ランク / フード属性
第3話登場。ダライアス筐体風シューティングゲームのバーソウル。戦艦並みの威力のレーザーを放つ。

### ポテペン原人の家族
古代バーコード文明でトッタ達が出会ったポテペン原人の家族。
ポテペン原人
声 - 斎藤志郎
ポテペンの先祖。トッタとポテペンが古代バーコード文明にて出会う。
セクシー原人
声 - 本名陽子
ポテペン原人のセクシーな家族。
息子原人
声 - 田村奈央
ポテペン原人の息子。
妻原人
声 - 中友子
ポテペン原人の母。
ギャル原人
声 - 石橋桃
ポテペン原人のギャル。
モブ原人
ポテペン原人の仲間達。

### その他
じーさん
声 - 中村大樹
『なんと!でんぢゃらすじーさん』からのスペシャルキャラクター。
イワナ川淳二（イワナがわ じゅんじ）
声 - 浦和めぐみ
夜の盛魚小でトッタ達が出会った少年。怖い話になると話し方を変える。
小杉ケタロウ（こすぎ ケタロウ）
声 - 利根健太朗
ゴロゴロコミックで「海賊王子イカプリンス」を連載している漫画家。体毛が濃く、イカが好物。
薄井さん（うすいさん）
声 - 武虎
ケタロウの編集担当者である男性。
偽師匠（ぎめいしょう）
プールに現れる祖父。
偽船長（にせせんちょう）
声 - 村中知
マグロ漁船の船長だが、正体が不明。
何塗寝ノッタ（なにぬね ノッタ）
声 - 浦和めぐみ
トッタの偽物。屁をしながらバーコードをスキャンする。
オジペン
声 - 高塚正也
ポテペンの偽物。ノッタを「母さん」と呼んでいる。
警備員（けいびいん）
声 - 森田了介、宮﨑聡
コードバンク社で警備員を勤めている。
ロボット
声 - 宮﨑聡
警備員型のロボット。
秘書（ひしょ）
声 - 上田瞳
コードバンク社の社長秘書。
Mr.シシャモ
声 - 山田真一
爆釣のイベントの司会者。
トローリング娘（トローリングむすめ）
声 - 山根綺
アイドルグループ。マグロ漁船にてマグロ釣りをしている。

## 用語
バーロッド
バーソウルを探し出し釣り上げることが出来る釣り竿となる釣りガジェット。トッタの父親の墓の中に収納されていた。
バーソウル
あらゆるバーコードに潜む魂。
バーコード海（かい）
バーコードを入り口にバーソウルが棲む海。
バーハンタ－
バーロッドを使いバーソウルを爆釣（ばくつり）する釣り人。
ソウルアー
釣り上げたバーソウルが変化するルアー型アイテム。
バーリール
バーロッド用のリール。
シカケメモリー
バーソウルを誘き寄せるためのUSBメモリー型のアイテム。
盛魚町（もりうおちょう）
日本で唯一バーコードスキャンし放題な町。
コードバンク社
C&B社。バーロッドを開発した企業。
Tsuritter（ツリッター）
バーロッド内で発信しているSNS。

## テレビアニメ
2018年10月2日から2019年3月26日までテレビ東京系列にて放送された。ナレーションは武虎。

### スタッフ
- 原案 - バンダイ
- 原作 - 鈴木サバ缶[5]
- シリーズディレクター - セトウケンジ[4][5]
- シリーズ構成 - 加藤陽一[4][5]
- キャラクターデザイン - 横田明美[4][5]
- 美術監督 - 河野次郎
- 色彩設計 - 横井正人
- CG監督 - 佐々木涼
- 撮影監督 - 赤沢賢二
- オフライン編集 - 中川晶男
- 音楽 - 若林タカツグ[4][5]
- 音響監督 - 本山哲
- プロデューサー - 菅沢正浩（テレビ東京）、永富大地
- アニメーションプロデューサー - 土屋貴彦、田中日出男
- アニメーション制作 - 東映アニメーション[4]、ぎゃろっぷ
- 製作 - テレビ東京、ADK、東映アニメーション

### 主題歌
オープニングテーマ「爆釣ソウル」
作詞 - ナナホシ管弦楽団、岩見陸 / 作曲 - 岩見陸 / 歌 - 島爺
エンディングテーマ「友情ZABOOOON!!」
作詞・作曲 - Q-MHz / 編曲 - Q-MHz、eba  / 歌 - 小松未可子

### 各話リスト
| 話数   | サブタイトル                                           | 脚本                  | 絵コンテ          | 演出          | 作画監督                                | 放送日 (TXN)   |
| ------ | ------------------------------------------------------ | --------------------- | ----------------- | ------------- | --------------------------------------- | -------------- |
| 第1話  | 胸がバクバク爆ってる！爆釣れ、大物バーソウル！         | 加藤陽一              | セトウケンジ      | 佐々木真哉    | 時永宜幸                                | 2018年 10月2日 |
| 第2話  | 来たぞ盛魚町！ウオンモール爆釣大会！                   | 加藤陽一              | 中村憲由          | 中村憲由      | 五十嵐俊介                              | 10月9日        |
| 第3話  | 潜入コードバンク社！赤雷のバーハンター鮫島キバ！       | 加藤陽一 永野たかひろ | 石黒達也          | Go Sung-un    | Ju Hyoun-u Kang Hyeon-guk               | 10月16日       |
| 第4話  | 謎のヌッシー！黄金武魚キンギョダムを追え！             | 市川十億衛門          | 中村憲由 石黒達也 | 牛草健        | 井口忠一                                | 10月23日       |
| 第5話  | 恋のシカケメモリー！マグロライダー一本釣り！           | 井上亜樹子            | 黒田晃一郎        | 葛谷直行      | 野村美織                                | 10月30日       |
| 第6話  | ヌッシー狙う爆釣団！ 轟風の使者海老原ハネル！          | 加藤陽一              | 石黒達也          | 菱川直樹      | 時永宜幸                                | 11月6日        |
| 第7話  | ポテペン&シュワ次郎！トッタのためのガチ特訓！          | 鴻野貴光              | 中村憲由          | 中村憲由      | 五十嵐俊介                              | 11月13日       |
| 第8話  | プールへGO！使いこなせ海流のリール！                   | 永野たかひろ          | 細川ヒデキ        | 牛草健        | 井口忠一                                | 11月20日       |
| 第9話  | 激辛の海に勝利せよ！ラーメン大好きトッタさん！         | 鴻野貴光              | 青柳隆平          | Ko Seong-woon | Joo Hyun-woo Hwang Seong-won            | 11月27日       |
| 第10話 | 復活のキバ！赤き野望への前奏曲！                       | 市川十億衛門          | 細川ヒデキ        | 湖山禎崇      | 石之博 野口征恒 徳田夢之介 飯飼一幸     | 12月4日        |
| 第11話 | 最強マンガ家！？創造手コミックラーケンを探せ！         | 井上亜樹子            | 西田章二          | 菱川直樹      | 時永宜幸                                | 12月11日       |
| 第12話 | でんぢゃらすなヌッシーを爆釣するのじゃ！               | 永野たかひろ          | 中村憲由          | 森田侑希      | 横田明美                                | 12月18日       |
| 第13話 | 爆釣団団長！ムゲンあらわる！                           | 加藤陽一              | 葛谷直行          | 佐々木真哉    | 井口忠一                                | 12月25日       |
| 第14話 | ポテペン消化中！無限食バイクウガの腹を探れ！           | 鴻野貴光              | 石黒達也          | Go Sung-un    | 横田明美                                | 2019年 1月8日  |
| 第15話 | 真冬の怪談！恐怖、盛魚小の七不思議！                   | 市川十億衛門          | 大嶋博之          | 山本隆太      | 丸山修二                                | 1月15日        |
| 第16話 | トッタと謎の古代バーコード文明！〜勇者と呼ばれた少年〜 | 井上亜樹子            | 石黒達也          | 菱川直樹      | 時永宜幸                                | 1月22日        |
| 第17話 | トッタと謎の古代バーコード文明！〜ジュラ紀の破壊神〜   | 永野たかひろ          | 葛谷直行          | 湖山禎崇      | 宍戸久美子 柿椿滲美 本多敏行            | 1月29日        |
| 第18話 | トッタと謎の古代バーコード文明！〜神の星を継ぐ者〜     | 市川十億衛門          | 佐々木純人        | 佐々木純人    | 井口忠一                                | 2月5日         |
| 第19話 | 奪われたヌッシー！爆釣カップ開幕！                     | 加藤陽一              | 中村憲由          | 森田静二      | 五十嵐俊介                              | 2月12日        |
| 第20話 | 激闘・爆釣カップ！チキチキバーソウルビンゴ！           | 鴻野貴光              | 石黒達也          | Go Sung-un    | Joo Hyun-woo Moon Hee                   | 2月19日        |
| 第21話 | 副団長シャチの策略！爆釣カップの罠！                   | 井上亜樹子            | 細川ヒデキ        | 菱川直樹      | 時永宜幸                                | 2月26日        |
| 第22話 | ついに出現！絶滅種 神ヌッシー！                        | 永野たかひろ          | 中村憲由          | 山本隆太      | 宍戸久美子 井口忠一 谷口繁則 渡辺一平太 | 3月5日         |
| 第23話 | 神ヌッシーVSキバ！BTシールドを打ち破れ！               | 市川十億衛門          | 石黒達也          | 湖山禎崇      | 丸山修二 柿椿滲美 石之博和              | 3月12日        |
| 第24話 | 絶望の破壊神！神ヌッシー最終形態！                     | 鴻野貴光              | 中村憲由          | Go Sung-un    | Hwang Seong-won Moon Hee                | 3月19日        |
| 第25話 | 地球がバクバク爆ってる！爆釣れ、神ヌッシー！           | 加藤陽一              | 石黒達也          | 佐々木純人    | 横田明美 時永宜幸                       | 3月26日        |

### 放送局
| 放送期間                      | 放送時間           | 放送局             | 対象地域       | 備考   |
| ----------------------------- | ------------------ | ------------------ | -------------- | ------ |
| 2018年10月2日 - 2019年3月26日 | 火曜 17:55 - 18:25 | テレビ東京         | 関東広域圏     | 製作局 |
|                               |                    | テレビ北海道       | 北海道         |        |
|                               |                    | テレビ愛知         | 愛知県         |        |
|                               |                    | テレビ大阪         | 大阪府         |        |
|                               |                    | テレビせとうち     | 岡山県・香川県 |        |
|                               |                    | TVQ九州放送        | 福岡県         |        |
| 2019年1月11日 - 6月28日       | 金曜 19:00 - 19:30 | キッズステーション | 日本全域       | CS放送 |
| 全局字幕放送実施。            |                    |                    |                |        |

| 配信期間                      | 配信時間       | 配信サイト                                                                      |
| ----------------------------- | -------------- | ------------------------------------------------------------------------------- |
| 2018年10月7日 - 2019年3月31日 | 日曜 8:00 更新 | あにてれ YouTube （コロコロチャンネル・ 爆釣バーハンター公式YouTubeチャンネル） |
| 2018年12月18日 -              | 不明           | 東映アニメオンデマンド U-NEXT アニメ放題 ひかりTV ビデオマーケット music.jp     |

| テレビ東京系列 火曜 17:55 - 18:25 枠 | テレビ東京系列 火曜 17:55 - 18:25 枠 | テレビ東京系列 火曜 17:55 - 18:25 枠 |
| 前番組                               | 番組名                               | 次番組                               |
| ------------------------------------ | ------------------------------------ | ------------------------------------ |
| ガンダムビルドダイバーズ             | 爆釣バーハンター                     | ダイヤのA actII                      |

## 映画
『東映まんがまつり』枠の1作として、2019年4月26日に『映画 爆釣バーハンター 謎のバーコードトライアングル！爆釣れ！神海魚ポセイドン』（えいが ばくつりバーハンター なぞのバーコードトライアングル ばくつれ しんかいぎょポセイドン）が劇場公開。オープニングテーマに「爆釣ソウル」、エンディングテーマに「友情ZABOOOON!!」がテレビシリーズから引き続き使用される。

### オリジナルキャラクター
ウーゴ・ゲーリー
声 - 釘宮理恵
ウンベルト・ゲーリー
声 - 田中秀幸
神海魚ポセイドン（しんかいぎょポセイドン）
声 - 天田益男

### スタッフ（映画）
- 監督 - セトウケンジ[20][21]
- 脚本 - 加藤陽一[20][21]
- 絵コンテ - えらん[20][21]
- 演出 - 名取孝浩[20][21]
- キャラクターデザイン - 横田明美[20][21]
- 音楽 - 若林タカツグ[20][21]
- 配給 - 東映[22]

## 書誌情報
- 原案：バンダイ・鈴木サバ缶 『爆釣バーハンター』 小学館〈てんとう虫コミックス〉、全3巻
  1. 2018年8月28日発売[23]、ISBN 978-4-09-142770-0
  2. 2019年2月28日発売[24]、ISBN 978-4-09-142867-7
  3. 2019年6月28日発売[25]、ISBN 978-4-09-143044-1